# Lo chiamavano Bulldozer
Lo chiamavano Bulldozer è un film del 1978, di produzione italo-tedesca, diretto da Michele Lupo.

## Trama
Bulldozer è un ex giocatore di football americano ritiratosi improvvisamente e datosi alla vita errabonda in barca. Costretto a fermarsi nel porto di Livorno per un danno al motore, speronato da un sommergibile, incontra i militari del sergente Kempfer nella vicina base USA di Camp Darby (chiamato nel film Camp Durban) dediti al bullismo con i giovani locali. I contendenti non perdono occasione per affrontarsi tra risse e scherzacci. Una sera Bulldozer sfida lo stesso Kempfer a braccio di ferro e lo batte nettamente: la forza e lo smacco attirano su di lui le simpatie dei ragazzi e accrescono la rabbia del sottufficiale, memore di una scommessa perduta anni prima (che lo ha mandato sul lastrico) proprio a causa dell'ex giocatore.
La ripicca va avanti impedendo la fornitura del pezzo di ricambio (un polverizzatore Thompson) per il motore della barca, disponibile soltanto presso i magazzini del comando statunitense e Kempfer, allenatore della sua squadra di football, dopo l'ennesima rissa a cui stavolta partecipa pure Bulldozer, attirato ingannevolmente dai ragazzi e in cui gli americani hanno la peggio, sfida strategicamente i ragazzi ad un'improbabile partita con tanto di premio in palio. Bulldozer, riuscito a riparare la barca anche se con un polverizzatore più scadente, inizialmente declina il loro invito a prestarsi come allenatore. Un giorno però Spitz, uno dei ragazzi, viene aggredito da dei picchiatori di una bisca clandestina e Bulldozer lo soccorre: il primo racconta il vero motivo del pestaggio (dopo aver inizialmente mentito) assumendosi la sua colpa, e il secondo il motivo del suo ritiro dal football, avvenuto a causa degli incontri truccati. Egli tuttavia capisce quanto sia importante la sfida per i ragazzi, convincendosi a prepararli per la partita.
Scesi in campo, gli americani giocano il primo tempo senza calcare troppo la mano, ritrovandosi poi (su ordine di Kempfer) a fare un gioco estremamente duro e violento (e soprattutto sporco), sbaragliando gli avversari. Infastidito per l'eccessiva e immotivata violenza della squadra dei Rangers, Bulldozer decide di indossare la tenuta, restituendo il dovuto agli americani e mandando in visibilio gli spettatori. I suoi ragazzi, che sembrano ritrovare di colpo tutta la loro energia, fanno il resto. Sorpreso da questa mossa imprevista, Kempfer sveste anch'esso i panni dell'allenatore sfidandolo sul campo, dove stavolta deve arrendersi alla ritrovata potenza del suo avversario di sempre.

## Produzione
Le riprese iniziarono l'8 marzo 1978. I luoghi dove è stato girato il film sono i seguenti: Porto di Livorno, Marina di Pisa, Camp Darby, Tirrenia e Viareggio.

## Cast
- Bud Spencer: Bulldozer, ex stella del football americano, si ritirò improvvisamente quando scoprì che le partite spesso erano truccate. Da allora ha giurato di chiudere per sempre con lo sport, riducendosi a vivere come marinaio sul suo vecchio barcone. Simpatizza subito con i ragazzi dopo aver sconfitto Kempfer a braccio di ferro e dopo un battibecco nel campo militare con lo stesso sergente, quando Bulldozer calcia un pallone da football così forte da farlo finire oltre le recinzioni del campo e dritto in mano al gruppetto di ragazzi che sono fuori a guardare divertiti. Questi scappano via con il pallone degli americani, ringraziando Bulldozer e deridendo gli statunitensi.
- Raimund Harmstorf: sergente Kempfer, è l'antagonista per eccellenza di Bulldozer, colpevole di avergli fatto perdere tutti i suoi soldi dopo aver scommesso proprio sulla partita in cui si è ritirato. Inizialmente si vendica non concedendogli il ricambio necessario ad aggiustare il motore della barca, fino a ritrovarselo come avversario diretto nella sfida di football tra la sua squadra e il gruppetto di ragazzi del posto. Presuntuoso, imbroglione e spaccone, passa il tempo con i suoi militari ad attaccare brighe in paese, ma una volta in territorio militare è costretto a compiacere il suo noioso colonnello.
- Giovanni Vettorazzo: Spitz, è il più promettente dei ragazzi, ma anche quello dal carattere difficile. Trascorre le sue giornate insieme agli altri tra scommesse, gioco d'azzardo e imbrogli vari che lo metteranno nei guai. Ha avuto già dei trascorsi da atleta e racconta a Bulldozer di come fossero pesanti i suoi allenamenti; si allontana brevemente dalla squadra dopo l'ingresso di Orso, il suo nemico che precedentemente l'ha picchiato, finché Bulldozer riuscirà a riportarlo indietro.
- Enzo Santaniello: Tojo, il ragazzo dai capelli rossi, è insieme a Spitz il leader del gruppetto. È di gran lunga il ragazzo più furbo e vivace dei suoi, ed è quello a cui vengono in mente i dispetti più divertenti e pesanti durante i battibecchi con gli americani (stuzzica continuamente un militare americano, interpretato da Claudio Ruffini, durante e dopo le partite a braccio di ferro al "Galeone", e riesce a dividere in due la Jeep del sergente Kempfer nonché ad aspirargli la benzina). Spesso è anche colui che dà il via agli screzi con i militari (lo si vede lungo la recinzione della base, che dà appuntamento allo stesso Kempfer in modo da organizzare una mega rissa con l'ignaro Bulldozer). Tuttavia, prende molto sul serio la partita in programma, tanto da allenarsi regolarmente e imparare a memoria tutte le regole del gioco. Sebbene il suo nome non venga mai rivelato in tutto il film, viene riportato con il nome "Tojo" nel Dizionario Del Cinema Italiano[2].
- Ottaviano Dell'Acqua: Gerry, ladruncolo di paese, si arrangia facendo piccole rapine, tra le cui vittime capita anche Bulldozer (il quale gli rifila un orologio "taroccato"). Piccoletto di statura e fisicamente esile, è proprio per questo dotato di un'agilità e una velocità fuori dal comune. Quando in squadra servirà un giocatore con questi requisiti per rendere veloci le loro giocate, Bulldozer penserà subito a lui e lo rintraccerà tramite il ricettatore Osvaldo e ancora prima tramite lo strampalato barbiere che lo copre.
- Marco Stefanelli: Tony, figlio del proprietario de Il Galeone, la locanda sul porto e ritrovo abituale dei ragazzi, nonché degli americani e in seguito anche di Bulldozer, e dove inevitabilmente scoppiano le risse. Suo padre si infuria continuamente con lui perché cerca di scroccare soldi dalla cassa (e furbescamente anche dal suo portafoglio) per poter scommettere.
- Joe Bugner: Orso, al secolo Alberto Sarticoli, è un picchiatore che tormenta Spitz. Per la sua stazza e forza fisica, Bulldozer lo vuole per affidargli il ruolo di "sfondatore" in squadra e lo cerca tramite il solito barbiere di Osvaldo. Proprio il suo ingresso in squadra è il motivo dell'abbandono di Spitz, che non accetta la presenza del suo picchiatore. Per quanto grande e grosso, Orso è in realtà un bonaccione, probabilmente anche un po' tonto; dopo averle prese di santa ragione da Bulldozer resta sempre accanto a lui, perché "quando qualcuno gli dà un sacco di botte lui ci si affeziona". A detta del barbiere di Osvaldo, è nato settimino.
- Nando Paone: Ghigo, è lo spilungone napoletano che prende ripetutamente più botte ed è più imbranato di chiunque altro nel gruppo. Buffo, magrissimo e assolutamente privo di atletismo (non riesce a fare i più semplici esercizi: evitare sacchi, saltare sulle ruote, spalleggiare una sacca), esce sempre devastato dagli allenamenti, anche dai meno impegnativi, ma a modo suo farà comunque la sua "bella figura" nella partita di football quando farà sparire improvvisamente il pallone.
- Piero Del Papa: è il barbiere di Osvaldo, un ricettatore che vive nascosto in una stanza-bunker piena di costosi oggetti rubati. La stanza è nascosta nella sua attività di barbiere e parrucchiere e fa di tutto per coprirlo. Quando Bulldozer si presenta nel salone per due volte, lo spavaldo barbiere non si mostra per nulla intimorito dalla mole del marinaio e anzi lo minaccia, dicendo di essere un vero "duro" e che non dirà una parola su Osvaldo, ma entrambe le volte bastano le solite "buone maniere" di Bulldozer per fargli rivelare a fiumi tutte le informazioni che vuole.

## Curiosità
- Bud Spencer è nuovamente doppiato da Glauco Onorato, tranne in una scena con un'esibizione canora. Gigi Reder, che interpreta il ruolo dell'italo-americano Curatolo, presta la propria voce.
- Nella versione tedesca il protagonista è soprannominato "Zanzara" ("Mücke"), spiegandone la ragione al giovane Spitz, a dispetto della domanda banale e scontata di "Bulldozer" nell'adattamento nostrano.
- Il primo giorno di lavorazione coincise con il rapimento di Aldo Moro, nel 16 marzo del 1978, e la troupe sospese immediatamente le riprese per seguire i notiziari in televisione presso l'Hotel Continental di Tirrenia. Nello stesso giorno lo scenografo e costumista Walter Patriarca fu fermato in un posto di blocco, rischiando l'arresto per la detenzione delle armi di scena nella vettura, ritenute autentiche.

## Musiche
Il brano portante della colonna sonora, Bulldozer, fu eseguito dagli Oliver Onions, già autori musicali in altri film interpretati da Bud Spencer.

## Premi
- Goldene Leinwand 1979 (Germania)